# Вътрешноградски тангенти (Пловдив)
Вътрешноградски тангенти са алтернативни маршрути с цел автомобилите да не преминават през централната градска част на Пловдив. Тангентите представляват важни елементи от първостепенната улична мрежа на града. Тяхното планиране и изграждане се налага за разпределяне на транспортните потоци от и към магистрала „Тракия“ и пловдивските индустриални зони с цел разтоварване на централните пловдивски булеварди и подобряване на тяхната пропускателната способност.
През 2015 г. около 60 % от трафика Север-Юг минава през Панаира и Тунела.

## Западна тангента
Западната тангента ще бъде реализирана в район „Северен“ и в район „Западен“. Целта на тангентата е трафикът от посока север да бъде отведен в посока запад и обратно. Така потокът от „Голямоконарско шосе“ или пътя от Пазарджик ще достигне район „Западен“ и от оттам чрез надлез „Модър-Царевец“ в район „Южен“.
За тази цел е необходим нов мост западно от съществуващия жп мост, който да свърже бул. „Копривщица“ и бул. „България“. Предвидиният нов мост е 9-отворен с осово разстояние между стълбовете 29.50 м, като само крайните отвори са по-къси (22.5 м) с цел намаляване височината на гредите. Общата дължина на съоръжението ще е 248 м, с по две ленти в двете посоки на движение, два тротоара и велоалея. Мостът ще започва от входа на стадион „Пловдив“ и ще достига западната страна на стадион „Марица“. Връзката с бул. „България“ ще се извърши чрез оформяне на кръгово кръстовище с радиус 16 м и двулентово платно за движение. От там ще има връзка с „Голямоконарско шосе“.
Предвижда махане на паважа на булевард „Копривщица“, като всички прелези ще бъдат заменени с кръгови кръстовища, които са най-безконфликтното преминаване с булевардите „Шести септември“, „Свобода“ и „Пещерско шосе“. Чрез булевард „Копривщица“ ще се достигне до „Коматевския възел“ и район „Южен“.

## Северна тангента
Северната тангента ще бъде реализирана изцяло в район „Северен“. Целта на тангентата е трафикът от/към посока север да бъде отведен в посока изток от Панаира. Тангентата ще бъде реализирана с изграждане на бул. „Северен“ на три етапа.
Първият етап от проекта включва от моста на „Адата“ до „Брезовско шосе“. Дължината на този участък е 1593 м, а ширината 34.50 м с две платна с по три ленти за движение по 3.50 м, средна разделителна ивица 2 м, тротоари по 4.50 м, двупосочна велоалея с ширина 2.50 м.
Вторият етап включва от „Брезовско шосе“ до надлеза на „Карловско шосе“. Последният етап е до улица „Победа“, с което се цели извеждане на трафика от Автогара „Север“ в посока север, североизток и изток по тангентата.

## Източна тангента
Източната тангента ще бъде реализирана на границата на район „Централен“ и район „Източен“. Целта на тангентата е да се разтовари движението около колелото на Панаира, както и автомобилният поток от северната индустриална зона към „Източен“ и „Тракия“ да се пренасочи по нов път.
Източната тангента започва от моста „Адата“ и предстои да се реализира надлез, който да свърже моста с булевард „Източен“ минавайки над стари турски гробища.
Чрез моста „Адата“ се осигурява връзка с район „Северен“, чрез булевард „Източен“ – с „Асеновградско шосе“ и чрез надлез „Родопи“ – с Южната тангента в район „Южен“.

## Южна тангента
Южната тангента ще бъде реализирана изцяло в район „Южен“. Целта на тангентата е да свърже надлез “Родопи“ и „Кукленско шосе“ с „Коматевско шосе“ с булевард южно от жп линията София-Пловдив-Свиленград. Чрез надлез „Родопи“ ще се осигури връзка с район „Изток“ и „Тракия“, а чрез подлез „Модър-Царевец“ – с район „Запад“.
Тангентата ще минава по улица „Кукуш“ с връзка с булевард „Македония“, след това с подземното ниво на преминаване под автогара „Родопи“ и жп участъка, и след това по улица „Петър Динеков“ до „Коматевско шосе“.